# Sint-Jozefkerk (Maastricht)
De Sint-Jozefkerk was een rooms-katholiek kerkgebouw in de Nederlandse stad Maastricht, gelegen aan de Peymeestersdreef in de naoorlogse wijk Belfort.

## Geschiedenis
De woonwijk Belfort werd gebouwd in de jaren '60 van de 20e eeuw. Er werd een rectoraat gevestigd, gewijd aan Sint-Jozef, en vanaf 1966 kerkte men in een noodkerk. Deze werd gesloopt en er kwam een definitieve kerk welke in 1976 in gebruik werd genomen. In 1978 werd de rectoraatskerk verheven tot parochiekerk.
Begin 21e eeuw is de Sint-Jozefparochie gefuseerd met die van Sint-Theresia. Vanwege het teruglopend kerkbezoek werd de Sint-Jozefkerk in 2022 verkocht. Achter het voormalige kerkgebouw werd tussen 2024 en medio 2025 het KindKernCentrum (KKC) Belfort gebouwd.
Op Aswoensdag 5 maart 2025 werden de laatste restanten van de voormalige Sint-Jozefkerk gesloopt. 

## Gebouw
Het gebouw werd ontworpen door Ben Verheij. Het betrof een lage, doosvormige zaalkerk waarvan de buitenzijde was afgetimmerd met hout. Ook het interieur was deels op deze wijze afgewerkt. De liturgische ruimte werd afgesloten door een muur van schoon metselwerk. Een aantal vensters met non-figuratieve voorstellingen waren tegen de ramen bevestigd.
* betekent: niet langer in gebruik voor religieuze doeleinden; ** betekent: (deels) gesloopt, verdwenen